# Ommatius mariae
Ommatius mariae là một loài ruồi trong họ Asilidae. Ommatius mariae được Scarbrough miêu tả năm 2000. Loài này phân bố ở vùng Tân nhiệt đới.